# Seneni voz
Seneni voz (angleško Hay Wain) - prvotno naslovljena Pokrajina: poldne - je slika Johna Constableja, končana leta 1821, ki prikazuje podeželski prizor na reki Stour med angleškima grofijama Suffolk in Essex.  Hranijo jo v Narodni galeriji v Londonu in velja za »najbolj znano Constablejevo sliko«  ter eno največjih in najbolj priljubljenih angleških slik.
Delo je naslikano v olju na platnu, osrednja tema so trije konji, ki vlečejo velik kmečki voz čez reko. Koča Willyja Lota, ki je predmet istoimenske Constablejeve slike, je vidna na skrajni levi strani. Prizor se odvija v bližini Flatfordovega mlina v Suffolku, čeprav reka  Stour tvori mejo dveh grofij: levi breg je v Suffolku, pokrajina na desnem bregu pa v Essexu.
Seneni voz je ena v nizu Constablejevih slik, imenovanih "šest velikank", velikih platen, ki jih je slikal za letne poletne razstave na Kraljevi akademiji. Kot pri vseh slikah v tej seriji je tudi za to izdelal obsežno oljno skico; ta je zdaj v muzeju Victoria in Albert v Londonu. Constable je prvotno razstavil končano delo z naslovom Pokrajina: poldne, kar kaže na to, da je predvideval, da pripada klasični krajinski tradiciji predstavljanja ciklov narave. 

## Zgodovina
Flatford Mill je bil v lasti Constablejevega očeta. Hiša na levi strani slike je pripadala sosedu Willyju Lottu, kmetu najemniku, za katerega so rekli, da se je rodil v hiši in je ni nikoli zapustil za več kot štiri dni v življenju. Koča Willyja Lotta je do danes ohranjena tako rekoč nespremenjena, ne obstaja pa nobeno drevo na sliki.
Čeprav je Seneni voz danes cenjen kot ena največjih britanskih slik, ko je bila prvotno razstavljena na Kraljevi akademiji leta 1821 (pod naslovom Pokrajina: poldne), ni uspela najti kupca.
Precej bolje je bil sprejet v Franciji, kjer ga je pohvalil Théodore Géricault. Slika je povzročila senzacijo, ko je bila razstavljena z drugimi Constablejevimi deli na Pariškem salonu leta 1824 (domneva se, da je vključitev Constaljevih slik v razstavo poklon Géricaultu, ki je umrl v začetku istega leta). Na tej razstavi je bil Seneni voz izbran za zlato medaljo, ki jo je podelil Karel X. Francoski, in odlitek te medalje je vgrajen v okvir slike. Constablejeva dela na razstavi so navdihnila novo generacijo francoskih slikarjev, vključno z Eugènom Delacroixsom
Na razstavi je bil s tremi drugimi Constables prodan Johnu Arrowsmithu, Seneni voz je v Anglijo vrnil drug trgovec D. T. White; ta ga je prodal gospodu Youngu, ki je prebival v mestu Ryde na otoku Wight. Tam sta na sliko naletela zbiralec Henry Vaugan in slikar Charles Robert Leslie.  Vaughan je ob smrti prijatelja, gospoda Younga, kupil sliko iz nekdanjega posestva; leta 1886 jo je predstavil Narodni galeriji v Londonu, kjer visi še danes.  Vaughan je v svoji oporoki v muzej South Kensington (zdaj muzej Victoria in Albert)  zapustil oljno skico Senenga voza, narejeno s paletnim nožem.
 Seneni voz je bil razglašen za drugo najbolj priljubljeno sliko v kateri koli britanski galeriji, druga je Turnerjeva Fighting Temeraire in sicer v anketi iz leta 2005, ki jo je organiziral program Today Radio BBC 4. 28. junija 2013 je protestnik, za katerega so poročali, da je povezan s skupino 'Očetje 4 Pravice', nalepil fotografijo mladega fanta na sliko, ko je bila na ogled v Narodni galeriji. Delo ni bilo trajno poškodovano. 
Domneva se, da je bil razlog, da se je voz ustavil pri plitvini ta, da je rečni vodi omogočilo hlajenje konjskih nog in namakanje koles. V vročem suhem vremenu bi lesena kolesa odstopila od svojih kovinskih platišč. Navlaženje koles je zmanjšalo krčenje in ohranilo zunanji kovinski trak na mestu. 